# 알래스카산맥

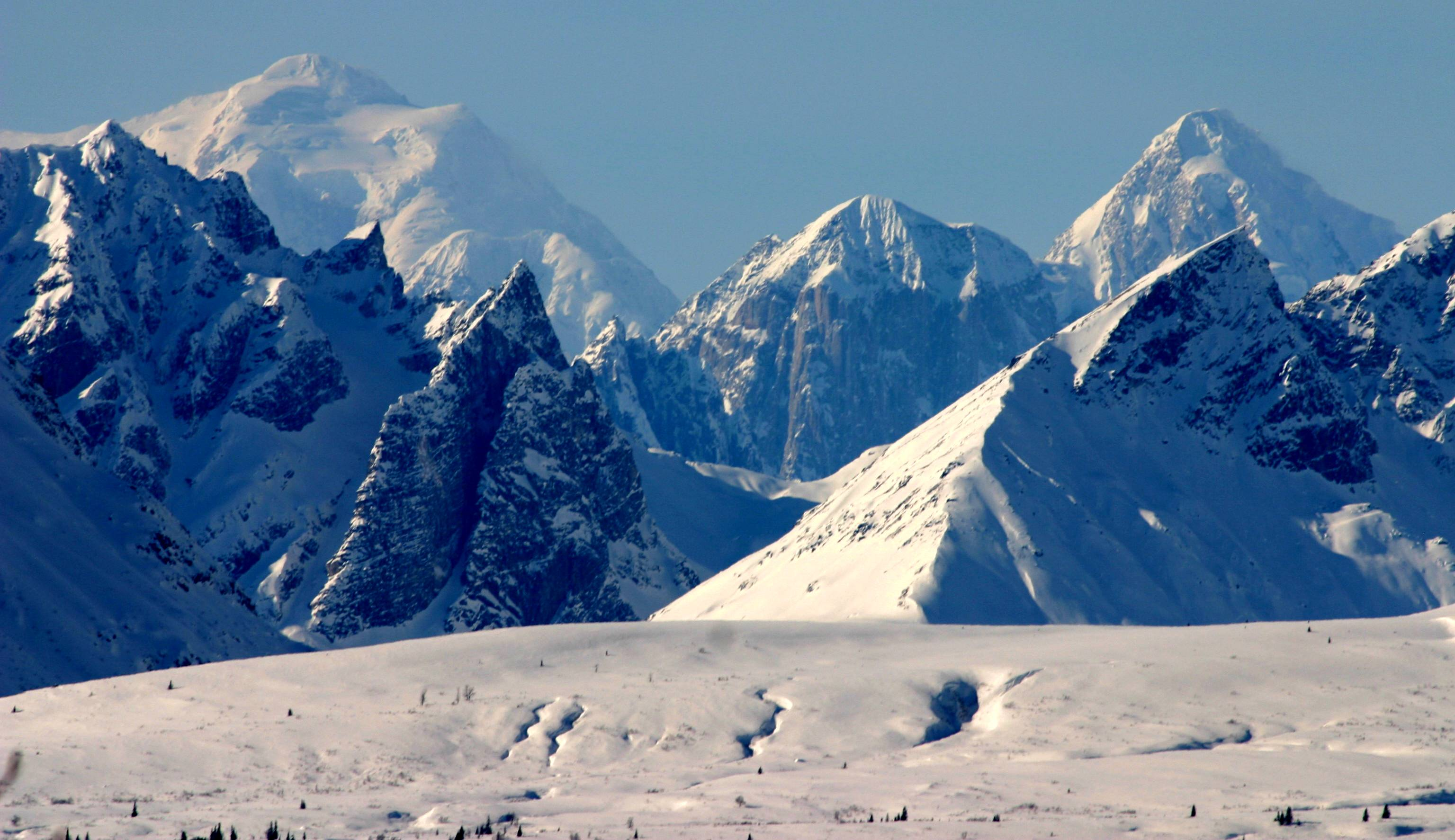

알래스카산맥(Alaska Range)은 남서쪽 끝의 클라크호(Lake Clark)부터 남동쪽 캐나다 유콘 준주의 화이트강(White River)까지 미국 알래스카주의 남중부 지역에 있는 비교적 좁은 길이 950km의 산맥이다. 북미에서 가장 높은 산인 데날리는 알래스카산맥에 있다. 이 산맥의 범위는 아메리칸 코딜레라(American Cordillera)의 일부이다.
알래스카산맥은 히말라야산맥, 안데스산맥 다음으로 세계에서 가장 높은 산맥 중 하나이다.

## 설명과 역사
이 산맥은 일반적으로 북쪽 중심부에서 시작하여 동서 방향으로 아치 모양을 이루며, 거기서 남서쪽으로 알래스카 반도 및 알류샨 제도 쪽으로 향하고, 또한 영국 콜롬비아 및 태평양 연안 산맥으로 향하는 경향이 있다. 이 산들은 알래스카만으로부터 북쪽으로 습한 공기의 이동을 가로막는 높은 장벽 역할을 하며, 그 결과 세계에서 가장 가혹한 기상 중 일부를 갖고 있다. 많은 강설량은 Cantwell, Castner, Black Rapids, Susitna, Yanert, Muldrow, Eldridge, Ruth, Tokositna, 그리고 Kahiltna와 같은 여러 대형 빙하를 형성한다. 알래스카산맥을 가로지르는 네 개의 주요 강 중에는, 산맥 중부에 위치한 Delta와 Nenana 강, 그리고 동쪽에 위치한 Nabesna와 Chisana 강이 포함된다.
알래스카산맥은 태평양 화산 고리의 일부이며, 그 남쪽 가장자리를 따라가는 데날리 절벽(Denali Fault)은 많은 주요 지진을 일으킨다. 
스퍼산(Mount Spurr)은 알류샨 화산 고리의 북동쪽 끝에 위치한 층층 화산으로, 정상과 가까운 크레이터 피크(Crater Peak) 두 군데에서 분화구를 가지고 있다.
알래스카산맥의 일부 지역은 랭겔-세인트 엘리아스 국립 공원 및 보호구, 데날리 국립 공원 및 보호구, 그리고 레이크 클락 국립 공원 및 보호구 내에서 보호된다. 앵커리지에서 페어뱅크스로 이어지는 조지 파크스 하이웨이, 발데즈에서 페어뱅크스로 이어지는 리처드슨 하이웨이, 그리고 굴카나 접점(Gulkana Junction)에서 토크(Tok), 알래스카까지 이어지는 토크 컷오프(Tok Cut-Off)가 산맥의 낮은 부분을 통과한다. 또한 알래스카 파이프라인은 리처드슨 하이웨이와 나란히 놓여 있다.

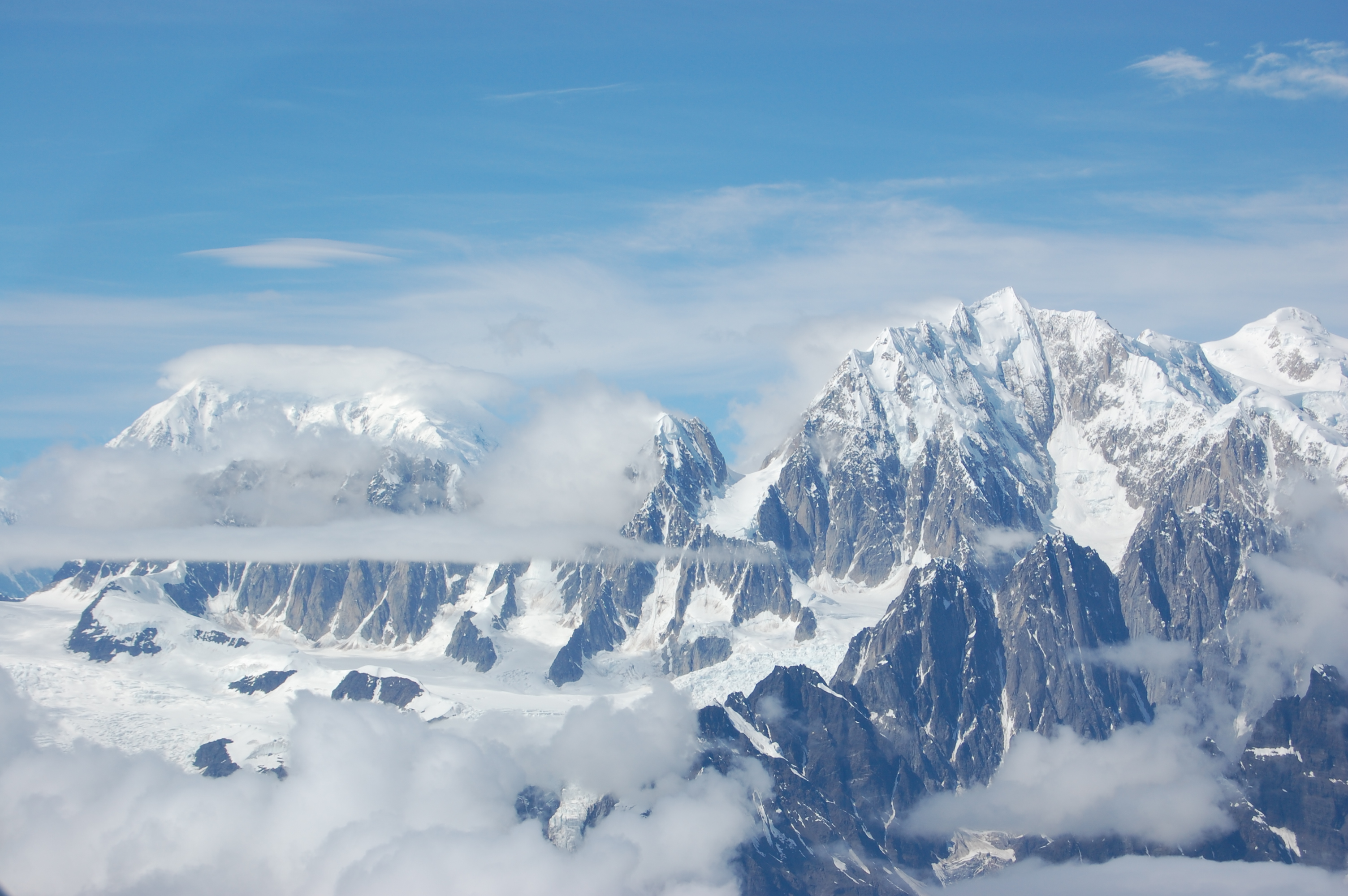
알래스카산맥

### 명칭의 역사
알래스카산맥이라는 이름은 첫 번째로 1869년에 이 산맥에 적용된 것으로 보이며, 자연학자 W. H. Dall에 의해 제안되었다. 그러나 지역에서 사용되면서 이 이름은 결국 "알래스카산맥"으로 확립되었습니다. 1849년에는 콘스탄틴 그레빙크(Constantin Grewingk)가 이 산맥에 "치그밋(Tschigmit)"이라는 이름을 사용했다. 그리고 1869년에 일반 토지국에서 만든 지도에서 알래스카산맥의 남서쪽 부분을 "치그밋산맥(Chigmit Mountains)"이라고 부르고, 북동쪽 부분을 "비버산맥(Beaver Mountains)"이라고 명명했다. 그러나 현재에는 치그밋산맥이 알류샨산맥(Aleutian Range)의 일부로 간주된다.

## 주요 산봉우리
| 이름                             | 해발고도(피트/미터) |
| -------------------------------- | ------------------- |
| 데날리(Denali)                   | (20,310/6,190)      |
| 포레이커산(Mount Foraker)        | (17,400/5,300)      |
| 헌터산(Mount Hunter)             | (14,573/4,442)      |
| 헤이스산(Mount Hayes)            | (13,832/4,216)      |
| 실버스로운산(Mount Silverthrone) | (13,218/4,029)      |
| 모피트산(Mount Moffit)           | (13,020/3,970)      |
| 데보라산(Mount Deborah)          | (12,339/3,761)      |
| 헌팅턴산(Mount Huntington)       | (12,240/3,730)      |
| 브룩스산(Mount Brooks)           | (11,890/3,620)      |
| 러셀산(Mount Russell)            | (11,670/3,560)      |

## 하위산맥(서부에서 동부로)
- 네아콜라산맥(Neacola Mountains)
- 레벨레이션산맥(Revelation Mountains)
- 티오칼리산맥(Teocalli Mountains)
- 키챗나산맥(Kichatna Mountains)
- 중앙 알래스카산맥 / 데나리 마시프(Central Alaska Range/Denali Massif)
- 동부 알래스카산맥/헤이스산맥(Eastern Alaska Range/Hayes Range)
- 델타산맥(Delta Mountains)
- 멘타스타산맥(Mentasta Mountains)
- 누초틴산맥(Nutzotin Mountains)

## 알래스카산맥의 기록된 황야 횡단
- 멘타스타호(Mentasta Lake)에서 키챗나산맥(Kitchatna Mountains)로의 여행(1981): 스콧 우룸스, 조지 바일슈타인, 스티븐 에크, 그리고 래리 콕슨이 스키로: 최초의 횡단. 45일 동안 375마일(약 604킬로미터)을 여행했다.[1]
- 캐나다에서 Lake Clark로의 여행(1996): 로만 다일, 칼 토빈, 그리고 폴 앤 킨스가 마운틴 바이크와 팩크래프트로: 최초의 완전한 횡단. 42일 동안 775마일(약 1,247킬로미터)을 여행했다.[2]